# غوشناطية
الغوشناطية (الاسم العلمي:Gochnatia) هي جنس من النباتات تتبع الفصيلة النجمية من رتبة النجميات.

## أنواع الغوشناطية
- غوشناطية إكمانية
- غوشناطية إهليلجية
- غوشناطية أرجنتينية
- غوشناطية أليفة الكالسيوم
- غوشناطية باهتة
- غوشناطية بهشية الأوراق
- غوشناطية بوليفية
- غوشناطية بيضاء شاحبة
- غوشناطية ثنائية الألوان
- غوشناطية جبلية
- غوشناطية خلابة
- غوشناطية رفيعة الأوراق
- غوشناطية رقيقة
- غوشناطية سميثية
- غوشناطية سميكة الأوراق
- غوشناطية شجرانية
- غوشناطية شديدة الليونة
- غوشناطية صغيرة الأوراق
- غوشناطية صغيرة الأوراق
- غوشناطية صغيرة الرأس
- غوشناطية صغيرة الرأس
- غوشناطية عنقودية
- غوشناطية غردنرية
- غوشناطية غروية
- غوشناطية فضية
- غوشناطية قلبية
- غوشناطية كبيرة
- غوشناطية كثيرة الأزهار
- غوشناطية كوبية
- غوشناطية لاطئة
- غوشناطية متعددة الأشكال
- غوشناطية مخملية
- غوشناطية مستديرة
- غوشناطية مستديرة الأوراق
- غوشناطية مفلطحة
- غوشناطية مفلطحة الأوراق
- غوشناطية مقوسة
- غوشناطية منظارية
- غوشناطية ويلسونية